# Район Тюо (Тіба)

35°36′ пн. ш. 140°6′ сх. д. / 35.600° пн. ш. 140.100° сх. д.
Райо́н Тюо́ (яп. 中央区, ちゅうおうく, МФА: [t͡ɕuːoː ku̥], «Центральний район») — район міста Тіба префектури Сайтама в Японії. Станом на 1 жовтня 2008 площа району становила 44,81 км². Станом на 1 січня 2009 населення району становило 193 754 осіб.

## Освіта
- Тібський університет (додатковий кампус)